# Wilczęta z czarnego podwórza
Wilczęta z czarnego podwórza – opowiadanie autorstwa Marii Dąbrowskiej z 1927 (tom Marcin Kozera).

## Treść
Akcja opowiadania ma miejsce kilka lat po zakończeniu I wojny światowej w Polsce. Bohater dzieła jest zbiorowy – stanowi go gromada dzieci z robotniczej dzielnicy Warszawy (Staszek Jasnota, Franek Łada, Józik Rączka, Antoś Tyżyk, a także Weronisia i Hela, siostry Franka i inni), bawiąca się na co dzień, na brudnym, cuchnącym i pozbawionym zieleni podwórku z rynsztokiem pośrodku. Pisarka zwraca uwagę, że nie są to warunki, w jakich powinno się wychowywać pierwsze pokolenie niepodległej Polski. Dzieci rozwijające się w takich warunkach narażone były na patologię i wykolejenie społeczne.
Poprzez całe podwórze, a następnie przez bramę domu ciągnął się rynsztok. W bramie był on przykryty deską, żeby się ludzie nie wywracali, ale w podwórzu niczym już nie był okryty i cuchnął. Nie pomagało nawet i wapnowanie. Ściany domu wewnątrz podwórza były nie odnawiane od wielu lat i takie czarne, jakby zrobione nie z purpurowej cegły, nie ze złocistej gliny i nie z białego wapna, lecz z błota.
Najważniejszą sprawą poruszoną w opowiadaniu jest zagadnienie koleżeństwa i prawdziwej przyjaźni. Mocna więź powstać może wtedy, gdy nadchodzi chwila ratowania jednego z przyjaciół i jego rodziny. Od tego momentu gromada kolegów z podwórka staje się czymś trwalszym niż tylko luźną grupą spotykającą się dla zabawy. W życiu dzieci pojawiają się sprawy trudne i poważne, niczym nie różniące się od dylematów dorosłych. Działając ze szlachetnych pobudek, w imię ratowania człowieka, można jednak zejść na złą drogę i popełnić przestępstwo (kradzież). Przed stoczeniem się w moralną pułapkę ratuje grupę dzieci harcerz, Paweł Bronicz, który roztacza nad nimi skuteczną opiekę (młodzi ludzie z podwórka od dawna marzyli o harcerstwie, mundurach i marszach). Dąbrowska pokładała w idei harcerskiej duże nadzieje, wyznając zasadę, że współdziałanie w grupie i samodzielność są ważnymi ideami do zaszczepiania młodzieży. Powstało jednak pytanie: co w harcerstwie jest najważniejsze – mundur i wygląd, czy wewnętrzne wartości moralne?
Autorka przedstawiła poszczególne postacie w sposób barwny i zróżnicowany, tak aby czytelnik mógł je polubić lub poczuć doń niechęć. Nie ukrywa ich wad, ale i eksponuje zalety. Najistotniejsze było przekazanie czytelnikowi jak ważna jest przyjaźń, współdziałanie w grupie, pomoc wzajemna, a także zadowolenie i duma, jakie płyną z tych wartości. 